# Circumferință
Circumferința este distanța lineară (perimetru) a unei curbe închise, cum ar fi un cerc sau o elipsă. Circumferența cercului e de o importanță specială pentru conceptele geometrice și trigonometrice. 

## Circumferința cercului

Ilustrarea cercului cu circumferința (C) în negru, diametrul (D) albastru, raza (R) roșie, și centrul de origine (O) în magenta. Circumferința = π × diametru = 2 × π × raza

Atunci când raza cercului este 1, circumferința sa e egală cu 2π

Atunci când diametrul cercului este 1, circumferința sa e egală cu π

Circumferența cercului este lungimea liniei ce îl definește. Termenul este utilizat atât la măsurarea obiectelor fizice, cât și în considerația formelor geometrice abstracte.

### Relația cu Pi
Circumferința unui cerc include una din cele mai importante constante matematice din întreaga matematică. Aceasta este constanta pi, care se reprezintă prin litera grecească π. Valoarea numerică a lui π este 3.14159 26535 89793 ... (vezi A000796), și este definită de două constante proporționale. Prima constantă este raportul dintre circumferința cercului și diametrul său, număr care este echivalentul lui π. O altă constantă e raportul dintre diametru și de două ori raza și e utilizată pentru convertirea diametrului la rază in the same ratio as the first, π. Ambele constante proporționalitate se raportează la circumferință c, diametru d, și rază r:
{\displaystyle {C}=\pi \cdot {d}=2\pi \cdot {r}.\!}
Utilizarea constantei matematice π este omniprezentă în matematică, inginerie, și știință. Deși constanta raportului dintre circumferință și rază {\displaystyle {C}/{r}=2\pi } de asemenea are multe întrebuințări în matematică, inginerie, și știință, ea nu a fost formal denumită cumva.

## Circumferința elipsei
Circumferința unei elipse nu poate fi exprimată prin funcții elementare de semiaxe. Există aproximații funcție de semiaxe. Un exemplu de aproximație, datorat lui Euler (1773), pentru elipsa în formă canonică:
{\displaystyle {\frac {x^{2}}{a^{2}}}+{\frac {y^{2}}{b^{2}}}=1}
{\displaystyle C_{\rm {ellipse}}\sim \pi {\sqrt {2(a^{2}+b^{2})}}.}

## Legături externe
- Numericana - Circumference of an ellipse
- Circumference of a circle With interactive applet and animation